# Alija Alijagić
Alija Alijagić (20 de novembro de 1896 - 8 de março de 1922) foi um comunista e assassino bósnio conhecido por assassinar Milorad Drašković, o Ministro do Interior do Reino dos Sérvios, Croatas e Eslovenos.
O Partido Comunista da Iugoslávia condenou o ato. No entanto, isso inspirou o rei Alexandre a fazer uma lei relativa à proteção do estado que tornava o partido comunista ilegal. A execução foi realizada por Alois Seyfried.